# 2022年中国金鸡百花电影节
2022年中国金鸡百花电影节于2022年11月10日—12日在中国厦门举行，由中国文联、中国电影家协会、厦门市人民政府共同主办。本届电影节举办金鸡国际影展、金鸡国产新片展、香港影片展、金鸡VR影展等多个影展活动。其中金鸡国际影展于11月9日—20日展映，开幕影片为泰国电影《速度与爱情》。本届电影节闭幕式暨第35届中国电影金鸡奖颁奖典礼于11月12日晚在厦门海峡大剧院举行。

## 金鸡国际影展
本届金鸡国际影展分为竞赛单元和全景单元。其中竞赛单元的10部作品为：
| 中文片名       | 外文片名            | 国家/地区                              | 获奖                                 |
| -------------- | ------------------- | -------------------------------------- | ------------------------------------ |
| 《金币灰黄》   | Leila's Brothers    | 伊朗                                   | 最受欢迎国际男演员 赛义德·普尔萨米米 |
| 《线》         | La ligne            | 瑞士、法国、比利时                     | 最受欢迎国际导演 乌苏拉·梅尔         |
| 《地中海热》   | Mediterranean Fever | 巴勒斯坦、德国、法国、塞浦路斯、卡塔尔 |                                      |
| 《智利，1976》 | 1976                | 智利、阿根廷、卡塔尔                   |                                      |
| 《戏梦空间》   | The Ordinaries      | 德国                                   | 最受欢迎影片                         |
| 《羊群》       | Pack of Sheep       | 希腊、阿尔巴尼亚、塞尔维亚             |                                      |
| 《岁月自珍》   | PLAN 75             | 日本、法国、菲律宾                     | 最受欢迎国际女演员 倍赏千惠子        |
| 《奏鸣曲》     | Sonata              | 波兰                                   |                                      |
| 《岩龟传说》   | Stone Turtle        | 马来西亚、印度尼西亚                   |                                      |
| 《我们的家园》 | Utama               | 玻利维亚、乌拉圭、法国                 |                                      |

## 新片活动

### 猫眼电影金鸡专场
猫眼电影金鸡专场项目推介会于2022年11月11日上午举行，共公布15部新片，包括：
- 《满江红》（张艺谋导演）
- 《八角笼中》（王宝强导演、主演）
- 《拯救嫌疑人》（张小斐主演）
- 《绝望主夫》（常远、李嘉琦主演）
- 《宇宙探索编辑部》（郭帆监制）

- 《不能流泪的悲伤》（许光汉、何蓝逗、王耀庆主演）
- 《请别相信她》
- 《好运来》
- 《学爸》
- 《危机航线》（刘德华、张子枫主演）

- 《风再起时》（梁朝伟、郭富城主演）
- 《金手指》
- 《检察风云》
- 《天才游戏》
- 《我经过风暴》

### 岁末雅集活动
“不负热爱”岁末雅集特别活动于2022年11月11日下午举行，共16部新片进行了推介，包括：
- 《龙马精神》（成龙主演）
- 《不虚此行》（曹保平监制）
- 《人生路不熟》（易小星导演）
- 《念念相忘》（宋威龙主演）
- 《消失的她》（陈思诚监制）
- 《长安三万里》（动画电影）

- 《保你平安》
- 《交换人生》
- 《动物园里有什么？》
- 《潜行》
- 《猎毒》

- 《暗殺風暴》
- 《无价之宝》
- 《朝云暮雨》
- 《听到请回答》
- 《超级飞侠》

### 流浪地球2发布会
2022年11月11日，《流浪地球2》在电影节举办发布会，官宣演员阵容。

### 万达影业发布会
2022年11月12日，万达影业在电影节举办年度影片发布会，推介的电影有：
- 《維和防暴隊》
- 《未来请你来》
- 《三大队》

- 《嘿！哥们》
- 《寻她》
- 《申纪兰》

- 《我才不要和你做朋友呢》
- 《人间告白》
- 《倒数说爱你》

## 金鸡香港影展
| 片名           | 首映年份 | 备注         |
| -------------- | -------- | ------------ |
| 《阮玲玉》     | 1991年   | 4K修复导演版 |
| 《英雄本色》   | 1986年   | 4K修复版     |
| 《倩女幽魂》   | 1987年   |              |
| 《秋天的童話》 | 1987年   | 4K修复版     |
| 《胭脂扣》     | 1987年   | 4K修复版     |
| 《男人四十》   | 2002年   | 4K修复版     |
| 《忘不了》     | 2003年   |              |
| 《鬼马狂想曲》 | 2004年   |              |

## 青年短片季
本届电影节举办了第三届金鸡海峡两岸暨港澳青年短片季，由黄渤担任评审主席。短片季共征集短片1011部，最终10位青年导演获得新翼荣誉推优，分别为：
- 《烟熏到了眼睛》导演李昌荣
- 《南方午后》导演蓝天
- 《陌生的人》导演张钰
- 《冬天和春天打架》导演赖冠霖

- 《截稿日》导演郭亚鹏
- 《装电梯的人》导演江东
- 《神明在看》导演游智杰

- 《赖桑の黑色喜剧》导演黄季雍
- 《老汉儿》导演严宇熙
- 《兰纳月》导演程正野